# El pueblo unido jamás será vencido/Gracias a la vida
El pueblo unido jamás será vencido/Gracias a la vida è un singolo split del gruppo musicale cileno e della cantautrice cilena Isabel Parra, pubblicato nel 1974.

## Descrizione
Il singolo, pubblicato dall'etichetta discografica italiana I Dischi Dello Zodiaco in formato 7", contiene due versioni di due delle più famose canzoni appartenenti al movimento della Nueva Canción Chilena: El pueblo unido jamás será vencido, composto dai Quilapayún e Sergio Ortega, e Gracias a la vida, composto da Violeta Parra.
Il brano degli Inti-Illimani è tratto dal loro secondo album italiano La nueva canción chilena, il brano di Violeta Parra è invece tratto dal suo album italiano realizzato assieme a Patricio Castillo Vientos del pueblo. Entrambi gli album sono stati pubblicati nel 1974 dall'etichetta I Dischi Dello Zodiaco.

## Tracce
1. Inti-Illimani – El pueblo unido jamás será vencido (Sergio Ortega, Quilapayún)
2. Isabel Parra – Gracias a la vida (Violeta Parra)